# Виртуализм

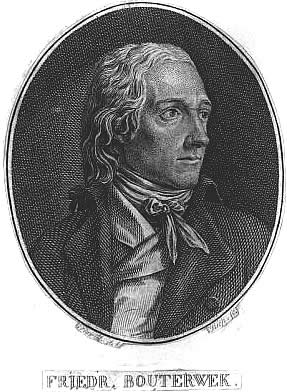
Фридрих Бутервек

Виртуали́зм (от лат. virtus — сила) — философское учение, созданное в конце 18 века немецким философом Фридрихом Бутервеком.

## Сущность учения
Фридрих Бутервек был одним из мыслителей, пытавшихся, подобно Я. Фризу, переосмыслить трансцендентальную философию И. Канта в духе психологизма. В сочинении «Идея аподиктики» (1799) Бутервек выдвинул собственную доктрину, основанную на понятии живой силы. По мнению немецкого философа, основным источником нашего познания является внутренний опыт, в котором мы познаём самих себя как действующих индивидуальностей. Это самопознание даёт нам ключ и к познанию внешнего мира: поскольку наша воля в своём действии наталкивается на внешнее сопротивление, мы познаём внешний мир как множество действующих сил. Таким образом, познание самих себя, как существ, обладающих волей, раскрывает нам тайну вещей, которые оказываются, как и мы, живыми силами.
По мнению немецкого философа В. Виндельбанда, это учение оказало влияние на основателя французского спиритуализма Мен де Бирана и на философию воли А. Шопенгауэра. Отголоски виртуализма Бутервека находят также в учении французского философа А. Бергсона о «жизненном порыве» (elan vital).